# ESTJ

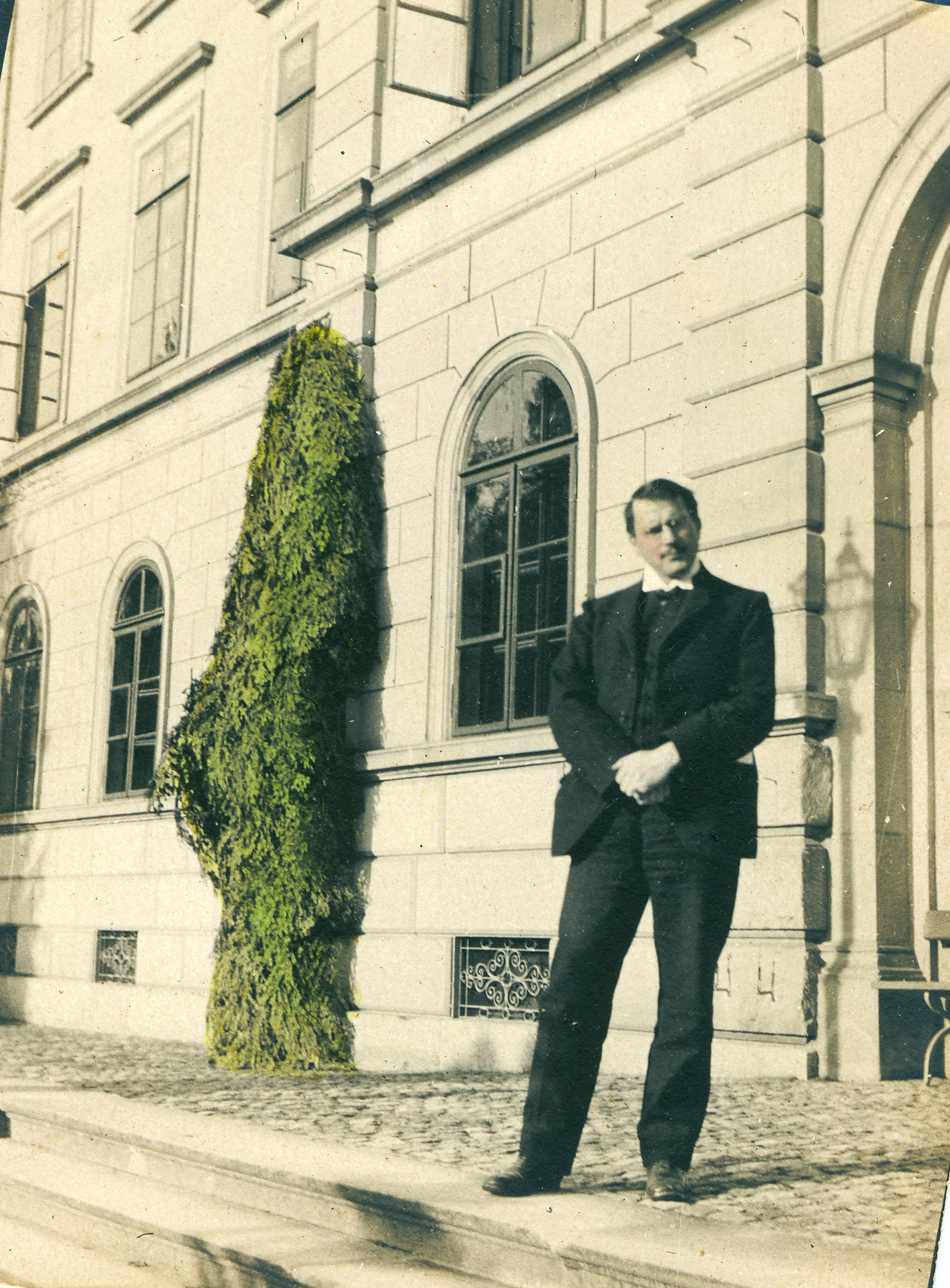
1910年的卡尔·荣格。

ESTJ(外倾/感觉/思考/判断)是迈尔斯·布里格斯性格分类法中十六种人格类型之一。在柯尔塞气质类型测试中被称为监督者，为监护人的四种类型之一，大约占人口的8%-12%。

## MBTI偏好
MBTI通過以下偏好將人們歸類：:5-7
- 能量態度（注意力方向與能量來源）：外向或內向（E/I）
- 感知功能（信息收集方式）：實感或直覺（S/N）
- 判斷功能（決策方式）：思考或情感（T/F）
- 生活態度（對待外在世界的方式）：判斷或感知（J/P）

四個字母的組合遵循E/I、S/N、T/F、J/P的順序，由此產生了16種可能的字母組合，如ESTJ、ISFP、INFJ、ENTP等16種獨特的類型:29。在MBTI的理論中，「類型」表達的信息量不只是「4個偏好」，它代表了功能（S、N、T、F）、能量態度（E、I）以及對外界的態度（J、P）之間的一組複雜的動態關係:29。根據MBTI的論述，每組二分法的兩個「偏好」類似左撇子與右撇子，人們確實會使用雙手，但通常會用喜歡的那隻手伸手，因為那樣更自然:117。更重要的是，所有偏好和類型都同樣有價值，MBTI並不顯示一個人的能力。每種人格類型都有它自己的潛在優勢，和提供機遇能讓這優勢成長的領域:52
- E——外倾相对于内倾。ESTJ通常感觉在与他人的互动中有积极性。于社交中，他们获得能量（同样的情况下，内倾者消耗能量）。[7]
- S——感觉相对于直觉。相比关心于抽象事物，ESTJ更加关心具体事物。他们更倾向于关注细节而不是整体，关注最切近的现实而非未来的可能性。[8]
- T——理性相对于情感。ESTJ通常认为客观标准高于个人偏好。在做决定的时候，他们通常更多地基于逻辑，而不是对人情世故的考虑。[9]
- J——判断相对于理解。ESTJ倾向于计划他们的活动，并早早地作出决定。他们从可预见性得到掌控之感，在同一方面理解型的人可能看起来被限制。[10]

## 特征

### MBTI描述
ESTJ们脚踏实地而实事求是，天生擅长于技术或商业。虽然对那些他们觉得没用的学科不感兴趣，在必要的时候他们也会努力学习它们。他们喜欢组织、运营活动。他们会是优秀的行政官员，特别是当他们记得在意他人的观点以及感情——这是他们经常忘记的一点——时。

### 凯尔西气质类型描述
根据凯尔西的说法，ESTJ们是有公德心的人，致力于在一个平稳运行的社会中维持传统。他们是对现状积极的拥护者，笃信规则和程序。ESTJ们是外向的，在向他人表达自己的意见和期许时毫不犹豫。

## 交流方式
根据琳达·V·贝伦斯的交流方式模型，ESTJ们属于“承担责任”型，同时是“外向的”(E)以及“指导性的”(ST)。他们外向且为任务所导向，这也解释了上边提到的特征。

## 认知功能

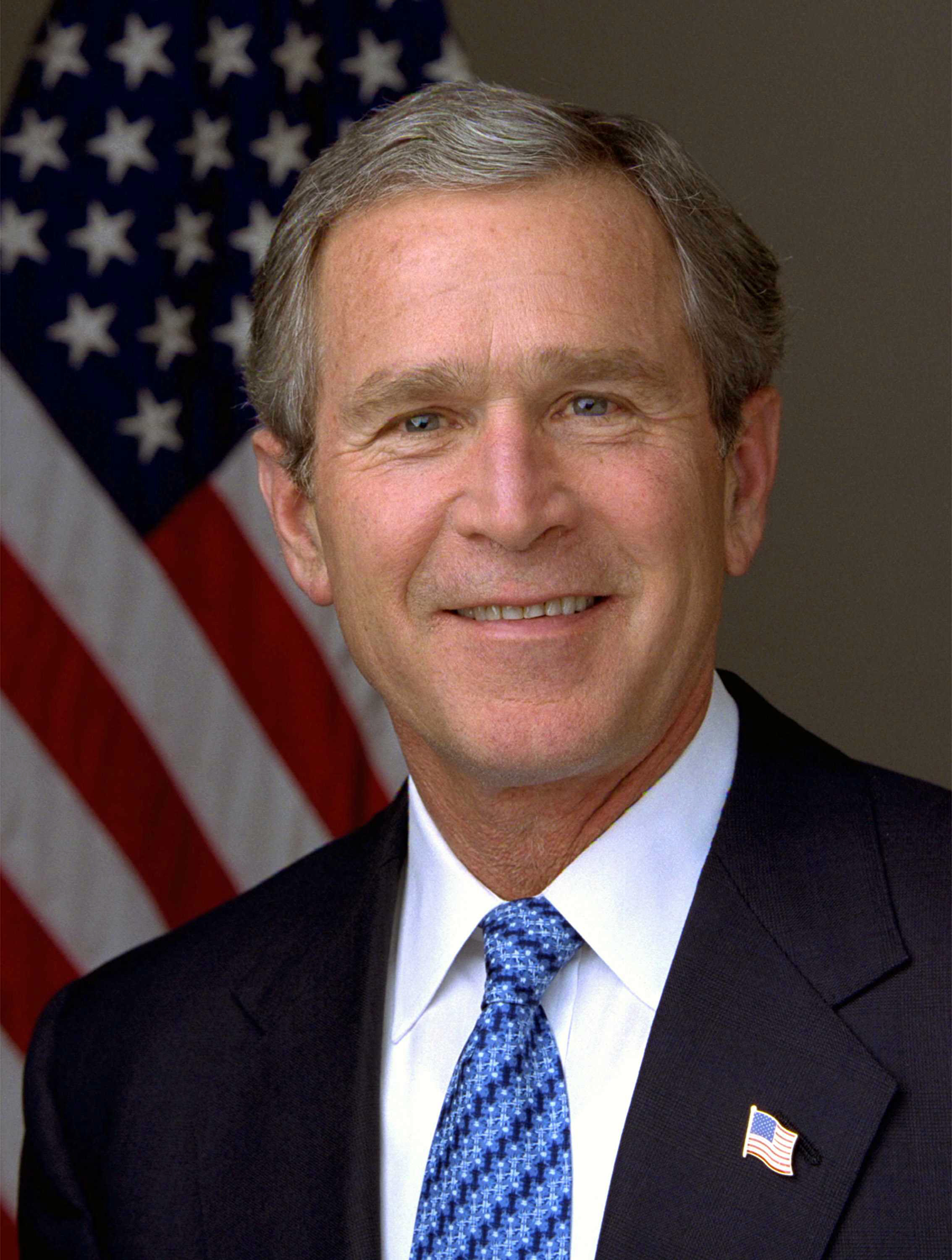
一些人认为乔治·布什是个ESTJ。 但是，根据MBTI伦理应用的指导方针，只有那些参加了类型评估的人能决定他们最适合于哪一型。

### 主导功能：外倾思考（Te）
Te组织、安排环境和想法，好成功达成目标。Te寻求行动、事件和结论的合理解释，并试图找到逻辑的错误和序列中的间隔。

### 辅助功能：内倾感觉（Si）
Si收集关于当下的数据，然后把它们和过去的经验比较，这过程有时候随着记忆唤起与之关联的感觉，就好像再体验一遍过去。为寻求保护那些熟悉的东西，Si回溯历史，用以形成对未来的期望和目标。

### 第三功能：外倾直觉（Ne）
Ne寻找并解释隐含意义，用“如果”开头的问题来探索选择，允许多种可能性共存。这种想象中的游戏把直觉和来自多种不同来源的经验结合在一起成为新的，这可能成为行动的催化剂。

### 第四功能：内倾情感（Fi）
Fi过滤信息，这种过滤的基础是缘于标准（经常是无形的）形成的判断。Fi时常协调价值观。在各种情形下，它天生地和微妙的差别相合，并知道什么是对什么是错。

### 隐藏功能

#### 内倾思考（Ti）
Ti寻求精确，比如表达一个概念最合适的词。它注意到事物本质之间微不足道的差别，然后将它们分析并归类。Ti细查一个问题的每一面，寻找解决问题最不费力、风险最小的方法。它用模型甄别出逻辑上的不一致。

#### 外倾感觉（Se）
Se集中于当下的、物质的世界所带来的体验和感觉。以对当下周遭事情的敏锐察觉，它带来关于前方的相对事实和细节，而且可能导致自发的行动。

#### 内倾直觉（Ni）
Ni将看起来矛盾的事物合成出先前无法想象的成果，同时它也被象征性的东西吸引。这些成果的实现通常伴随着需要行动来完成的确定性，同时其解决办法中可能包括复杂的系统或一般性的真理。

#### 外倾情感（Fe）
Fe寻找社会上的联系，并用礼貌、体贴、得体的举止营造和谐的沟通。Fe对他人明确（或暗示）的需求作出回应，甚至可能会制造内在自我需求和欲望的冲突来满足别人。